# Vinil

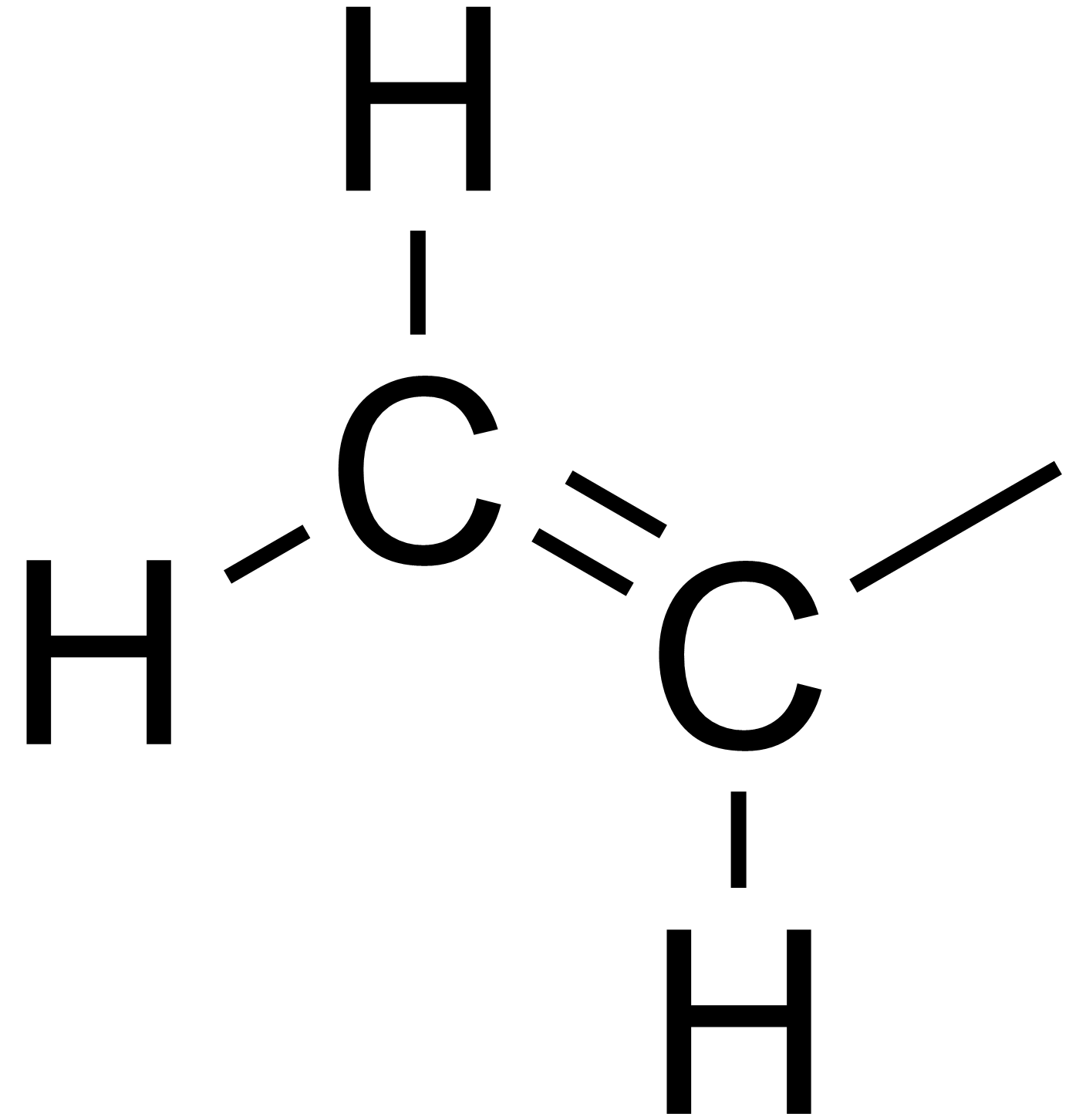
Radical vinil (etenil)

Un radical vinil, numit și etenil, este un radical organic de tip alchenil, derivat de la etenă, cu formula −CH=CH2. Mulți polimeri importanți din punct de vedere industrial, precum policlorura de vinil (PVC) și etilenacetatul de vinil (EVA), provin de la monomeri vinilici: clorură de vinil, acetat de vinil, fluorură de vinil, cianura de vinil, vinilbenzen (stiren), etc.

## Etimologie
Etimologia termenului vinil provine din limba latină: vinum = "vin", și face trimitere la relația sa cu alcoolii (sensul său original era de alcool etilic). Termenul a fost introdus de chimistul german Hermann Kolbe în 1851.